# Saint-Eugène (Saône-et-Loire)
Saint-Eugène ist eine französische Gemeinde mit 150 Einwohnern (Stand: 1. Januar 2022) im Département Saône-et-Loire in der Région Bourgogne-Franche-Comté. Die Gemeinde gehört zum Arrondissement Autun und zum Kanton Autun-2 (bis 2015: Kanton Mesvres). 

## Geografie
Saint-Eugène liegt etwa 23 Kilometer südsüdwestlich des Stadtzentrums von Autun. Das Gemeindegebiet wird vom Flüsschen Pontins durchquert, das hier auch entspringt. Umgeben wird Saint-Eugène von den Nachbargemeinden Dettey im Norden, La Tagnière im Norden und Nordosten, Charmoy im Osten und Nordosten, Saint-Berain-sous-Sanvignes im Osten, Sanvignes-les-Mines im Südosten, Dompierre-sous-Sanvignes im Süden, Toulon-sur-Arroux im Südwesten sowie La Boulaye im Westen und Nordwesten.

## Bevölkerungsentwicklung
| Jahr                      | 1962 | 1968 | 1975 | 1982 | 1990 | 1999 | 2006 | 2013 | 2019 |
| Einwohner                 | 330  | 297  | 277  | 255  | 206  | 181  | 176  | 148  | 154  |
| Quelle: Cassini und INSEE |      |      |      |      |      |      |      |      |      |

## Sehenswürdigkeiten
- Kirche Saint-Eugène
- Ehemaliges Kloster von Chanchanoux

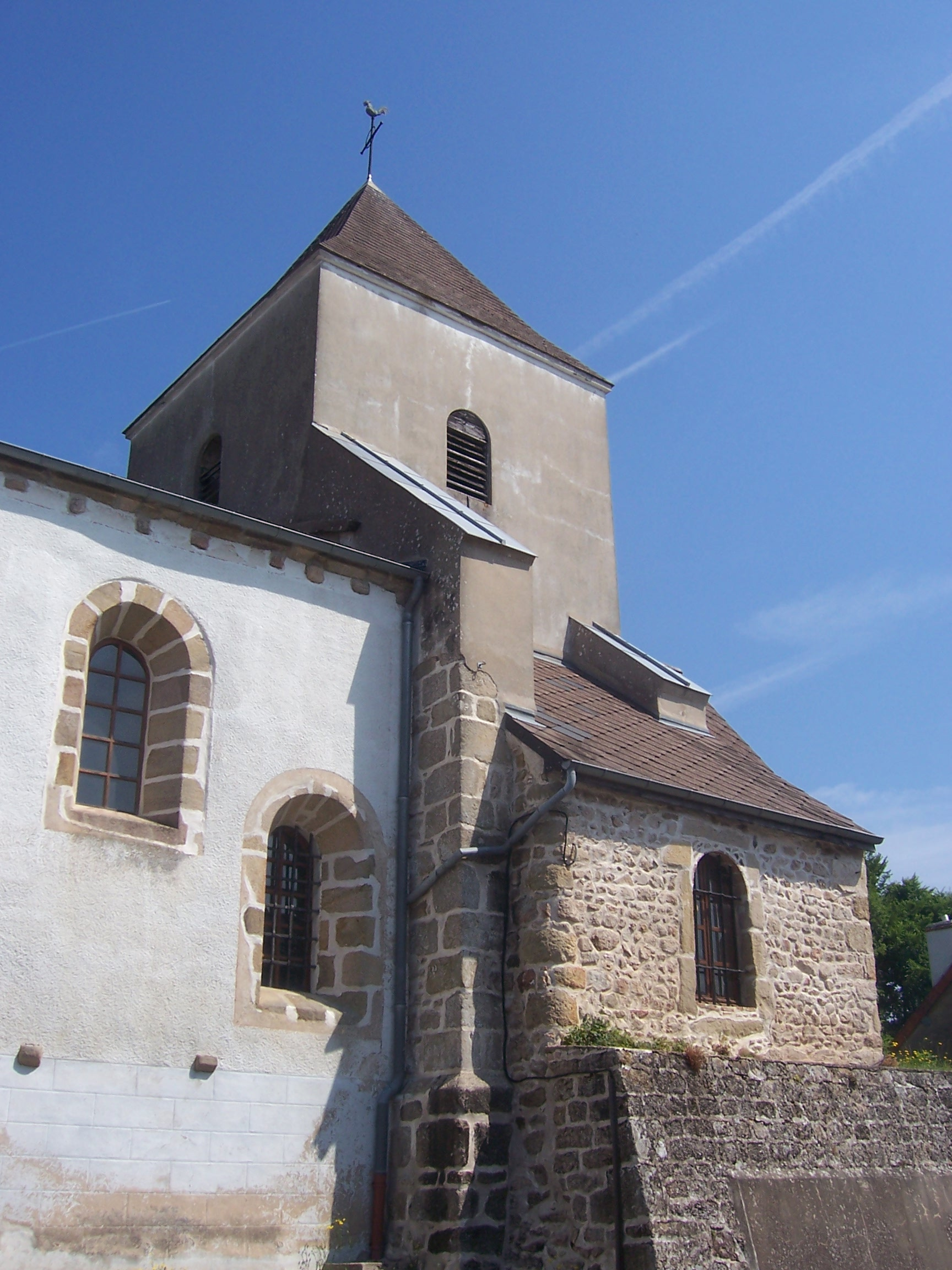
Kirche Saint-Eugène